# 範田紗々
範田 紗々（はんだ ささ、1985年4月18日 - ）は、日本の女優、タレント、元AV女優。
沖縄県生まれ、横浜市育ち。グラビアアイドルとしてデビューし2006年にAV女優へ転身。各種メディアに出演しつつ50本以上の作品をリリースする。AV女優引退後も映画・舞台・テレビ・ラジオなどで、幅広く活動している。

## 来歴
2002年、春山 ちえり（はるやま ちえり）の芸名でグラビアアイドルとして活動を開始し『女闘美X』などに出演。
2005年、芸名を範田紗々に改名。『やりすぎコージー』、『草野キッド』などのバラエティ番組に出演を開始。
2005年7月、『FLASH EX 8月5日増刊号』(7月1日発売)の巻頭グラビアに篠山紀信撮影でグラビア再デビュー。Iカップの巨乳グラビアアイドルとして注目を集める。
2005年9月、Vシネマ『女陰陽師 邪淫覚醒』で女優デビューを果たす。
2006年に公開された映画『東京大学物語』に鈴木英里役で出演。初めてヌードシーンに挑戦し話題となった。さらに、同作の公開にあわせて各誌に掲載された初ヌードグラビアではヘアも解禁。追って3月17日に発売された写真集『オーダーめいど』ではヘアヌードも掲載されており、その後は主にヌードモデルとして活動。
2006年7月、SODクリエイトの専属女優として、DVD『芸能人 範田紗々デビュー』でAV女優に転身。リリースされるAVには「芸能人」というフレーズが必ずつく。
2006年12月、第5回SOD大賞、最優秀新人女優賞、優秀女優賞を受賞。
2007年3月、DVD・オブ・ザ・イヤー2006最優秀女優賞(月刊DVDナビゲーター)受賞。
2007年12月、SOD大賞最優秀女優賞受賞。
2008年4月、マキシ・シングル『ミラクル・ワールド』でCDデビュー。
2008年12月、SOD大賞優秀女優賞受賞。
2010年3月、スカパー!アダルト放送大賞2010女優賞にノミネートされる。
2010年4月、ラジオ番組『カツシカナイト!!』の三代目女性パーソナリティ（初代は片岡未来、2代目は小出由華）、および同年6月『RADIO KICK』のレギュラーを開始し、東京と名古屋のホーム番組となった。
2010年7月、AV女優を引退。SODクリエイトの専属女優としては最多の52本の作品（のち紗倉まならによって更新される）に出演していた。以後は女優に専念する。ただ本人は「本当はもっと続けたかったんだけど（所属の）SODで一番長くやっているので…」と語っており、先々のアダルトビデオ復帰にも含みを残していた。
2010年10月、ソフビフィギュアメーカー『REAL x HEAD』とのコラボレーション・ソフビフィギュアの開発・販売が順次開始された（ラジオ番組『カツシカナイト!!』のコラボレーション店舗『リアルヘッズ』の一環として）。範田自身もフィギア集めを趣味にしている。
2010年12月、SOD大賞2010の司会を務めるとともに優秀女優賞を受賞。また12月1日公開のホラー映画『愛のえじき 女教師ハルカの告白』で劇場公開映画での初主演を果たした。
2011年10月、月刊ラジオライフ編 ラジオ番組表 2011年秋号(三才ブックス、ISBN 978-4861993985)の『読者が選んだ好きなDJランキング』にて初登場全国2位にランキングされる。
2012年9月、『BASCODA☆NIGHT vol.2』でバンドボーカルとしてライブハウスに初出演。
2013年7月、CDアルバム『WE LOVE GOYA』を発表。"範田紗々 with DJ SASA"としてCD再デビューし沖縄と東京でライブコンサートに出演
2013年9月、映画『凶悪』に出演。作品がモントリオール世界映画祭へ出品された為(ただしノン・コンペティション部門)、海外映画祭出品作品への初参加となった。
2013年10月、7年ぶりの写真集『紗々‐sasa‐』を発売。
2014年から、CPEキャットファイトに参戦。
東京電撃映画祭（友松直之らが阿佐ヶ谷で催している三流映画の上映会）では、第5回で「賭博英雄伝カゲジ」が上映されたのをはじめ、第21回・28回などで範田紗々特集が組まれている。
2019年4月15日から30日にかけて、初の写真展となる『藤里一郎写真展：「おんな」vol.2 範田紗々』を実施。
2020年から2022年にかけては福山理子・井上由美子とともにSEXYファイターズと名乗り、TIP STARで競輪の予想を担当。また2020年からは淫語小説の朗読をおこなっている。
2022年、剃毛してパイパンになった。
2024年12月30日、ニューウォッチプロダクション主催のお笑いライブで、芸人の原田豪紀と組んで、初めて漫才を披露した。

## 人物
- 趣味：台湾旅行、おぱんちゅうさぎのグッズ集め、ミッキーマウスのレアなフィギュアの収集[17]。
- 特技：動物の鳴き真似、温泉ソムリエ認定者[18]。
- 敬礼ポーズを取ることが特徴。
- 映画好きであり、単館上映作品を頻繁に見に行く。映画『あんにょん由美香』(2009年)を見て[19]松江哲明監督のファンになり、その後松江監督作品の上映会などで度々トークショーに出演するようになった。
- 映画で共演し、競馬の造詣が深い宮川一朗太と親交があり、宮川と共に競馬場に出かけるようになった[20][21]。
- 趣味のミッキーマウスソフビフィギュア集めのコレクション棚をブログで公開している[22]。
- 4歳のときに沖縄から横浜に引っ越した[23]。
- 範田紗々の彼氏になるには、範田のうんこを食べなければならないという独自ルールがある。

## 出演

### バラエティ番組
春山ちえり 名義
- キャッスルファイト（パラダイステレビ）
- タレコミ（テレビ東京）
- 携帯少女（スカイパーフェクTV!）
- いつみても波瀾万丈（日本テレビ） - 久里千春 役
- 裏ドル（テレ玉） - レギュラー
- 女闘美X（MONDO21） - レギュラー

範田紗々 名義
- 給与明細（テレビ東京）
- やりすぎコージー（2005年4月 - 2005年10月、テレビ東京） - レギュラー 初代やりすぎガール[4]
- 草野キッド（2005年9月 - 2005年10月、テレビ朝日）
- DOKIDOKI トロピカルヴィーナス「範田紗々」inサイパン（2005年9月 - 2005年10月、TBSチャンネル）[24]
- Neo Happy系教育テレビ（2006年4月7日 - 9月29日、テレビ大阪） - レギュラー 後半のMCをかすみ果穂と交互に行った。
- ヴィーナス・フューチャー #38（2006年11月 - 2006年12月、エンタ!371）[25]
- DIVA（2007年1月10日 - 4月3日、テレビ東京・テレビ大阪） - レギュラー
- 女又力くん（2007年3月3日 - 3月24日、テレ玉、チバテレビ） - レギュラーみひろの代打
- 淀川★キャデラック（2007年4月 - 9月、テレビ大阪） - レギュラー
- 今夜もハッスル（2008年6月・2009年2月・2009年6月、サンテレビ) - 「THE・淫タビュー」コーナー担当、「ノベル・ド・ノクターンinBENI」コーナー担当、「LOVE ME TENGA」コーナー担当
- ドスペ2 「ギラギラいよいよスタート!ホスト目指してセクシーバトルスペシャル」（2008年10月、テレビ朝日）
- SOD宣伝部長　範田紗々 （2009年4月 - 2010年7月、エンタ!371） - メインパーソナリティ
- おとなのびっくりクリニック（2009年4月、日本海テレビ） - マンスリーゲスト
- ビ〜チ9（2009年9月、テレ玉）- マンスリーゲスト
- 今夜も万事快調!（2009年、テレビ西日本）- 『週末アワー　映画とミソと、時々、ハンダ』コーナーを担当
- 夜のお楽しみ♥（2010年7月13日 - 8月3日、(火)27:00 - 27:05、テレビ北海道）
- 夜は美女バナ （2010年4月 - 2010年9月、サンテレビ） - 『着E-ROOM』コーナー担当
- ビートたけしのあと1回だけ見ちゃいけないTV（2010年9月29日、TBS） - 琴乃と共にアシスタント
- おとなの子守唄（2010年10月 - 2011年3月・2011年9月・2012年10月 - 11月、サンテレビほか）
- SOD宣伝部長　原紗央莉 （2011年4月 - 2011年6月、エンタ!371） - メインパーソナリティ（原紗央莉が休業のためメインパーソナリティを代打で担当）
- 桃のふくらみ（MONDO TV）[26]
- あいのエチュード #7(2011年、エンタ!959）・・・共演：希志あいの
- かすみレディオ13（2011年11月12日、つくばテレビ） - 共演：かすみ果穂、西野翔、周防ゆきこ
- 24時間かすみレディオ（2012年8月11日 - 2012年8月12日、エンタ!371）※27時間生放送 - 共演：かすみ果穂ほか
- 女優おんせん・範田紗々編（2013年4月7日 - 2013年5月13日、エンタメ〜テレ☆シネドラバラエティ）
- 満天パチランド 魅せチャイナ（2013年6月3日 - 2013年6月24日、2013年9月3日 - 2013年12月3日、テレ玉、千葉版は千葉テレビ） - 共演：みひろ。9月から単独で出演。
- かすみレディオ #19（2013年11月16日 - 2014年1月13日、エンタ!959） - 共演：かすみ果穂[27]
- 松尾貴史の名店の極上カレーライス（2013年12月30日、東京MXテレビほか） - 共演：松尾貴史
- かすみレディオ #30（2014年11月16日 - 2014年11月30日、エンタ!959） - 共演：かすみ果穂[28]
- 柔術やろうぜ！（2019年11月 - 2020年2月、tvk）

### ドラマ
- ミッドナイト・ホラーシアター 第7話「皆殺しの天使」（2011年3月、フジテレビワンツーネクスト） - ゆうこ 役
- ドラマ版ふたりエッチ （2011年7月配信開始、バップ）- 小野田早苗 役
- 銭の戦争 第3話「金貸し始動…この世は愛より金?恩師に非情な取り立て…大金を稼げ!成り上がれ!」（2015年1月20日、関西テレビ）- キャバ嬢 役
- アイアングランマ 第4話 (2015年1月31日、NHK BSプレミアム)
- 夫のちんぽが入らない第７話（2019年3月、フジテレビオンデマンド、Netflix）
- 妖ばなし 第44話（2019年8月31日、TOKYO MX） - 二階堂弥子（骨女）役 　第100話（2023年10月）- 大顔女 役
- MIU404 第6話「リフレイン」（2020年7月31日、TBS） - 南田弓子 役
- 桃色探訪〜伝説の風俗〜 #16【池袋北口編】（2024年8月３日）- 試飲販売コンパニオン 役
- カオスボックス第8話（2024年10月12日,TOKYO MX2)

### ラジオ
- 範田紗々・とろサーモンのGO!GO!桃色工務店（2008年4月3日-2009年4月2日、ラジオ大阪）パートナーはとろサーモン[29]。
- がちっ娘〜GACHIKKO（2009年4月-2010年03月、文化放送）- レギュラーだが、番組構成上毎週出演ではない。
- 品川近視クリニックpresentsプレラジ（2010年、ラジオ日本）
- 夢はハリウッド!KU・RO・HU・NEプロジェクト（2011年10月 - 2012年3月、ニッポン放送）メインパーソナリティ
- カツシカナイト!!（2010年4月 - 2012年12月、かつしかFM） - メインパーソナリティ
- RADIO KICK/レディオ・キック（2010年6月 - 2013年3月、ZIP-FM） - お悩み相談コーナー担当、2012年4月より「セクシー・ディクショナリー」、2012年10月より「ヨガって範田紗々」
- ぱん☆チラッFRIDAY （2013年1月 - 2015年3月、かつしかFM） - メインパーソナリティ

### 映画
- 東京大学物語（2006年2月公開、スープレックス／エム・エフボックス） - 鈴木英里 役 監督：江川達也 共演：三津谷葉子、田中圭、波岡一喜 他
- ゼロ・ウーマンR 警視庁0課の女／欲望の代償（2007年5月公開、竹書房／新東宝） 準主役- ユキ 役 監督：藤原健一 共演：三浦敦子、三浦誠己 他
- NIGHT★KING ナイトキング 〜ホスト王 破天荒〜（2009年1月公開、GPミュージアムソフト） - 山本久美子 役 監督：藤原健一 共演：いしだ壱成、吉井怜、佐野大樹 他
- 希望ヶ丘夫婦戦争（2009年6月公開、バイオタイド） 準主役- 松本貞江 役 監督：高橋巖 共演：さとう珠緒、宮川一朗太、伊藤克信 他
- 18倫 アイドルを探せ！（2010年1月公開、ティーエムシー） - 黒木怜子 役 監督：城定秀夫 共演：田代さやか、河合龍之介、琴乃 他
- 愛のえじき　女教師ハルカの告白（2010年12月公開、愛のえじき配給委員会） - 主演・愛甲ハルカ 役 監督：筒井勝彦 共演：野崎純平、未童、尾田量生 他
- 姉妹狂艶（2011年10月公開、シグロ） - 主演・向井葉子 役 監督：東ヨーイチ 共演：木下柚花、大石貴之、貴山侑哉 他
- 犬の首輪とコロッケと（2012年1月公開、ファントム・フィルム） - 監督：長原成樹　共演：鎌苅健太、ちすん、中村昌也 他
- すべての女に嘘がある（2012年1月公開、日本出版販売） - 桐山加奈子 役 監督：宝来忠昭 共演：浅居円、高野八誠、螢雪次朗 他
- 死んでもいいの 百年恋して（2012年12月公開、アルゴ・ピクチャーズ） 準主役- 綾香 役 監督：榎本敏郎 脚本：いまおかしんじ 共演：森下くるみ、下條アトム 他
- いびつ（2013年2月公開、ジョリー・ロジャー） - アケミ 役 監督：森岡利行 共演：駒谷仁美、石田政博、ダンディー坂野 他
- 凶悪（2013年9月公開、日活） - 田中順子 役 監督：白石和彌 共演：山田孝之、ピエール瀧、リリー・フランキー 他
- 死臭 つぐのひ異譚 （2015年4月公開、日本スカイウェイ） - 逝絵(ゆきえ) 役 監督：菊池正和 共演：前田希美 他 [30]
- タクシー野郎 昇天御免（2016年2月公開、東京藝術大学） 準主役 種野満子(おみつ) 役 監督：川田真理 共演：折笠慎也、新井秀幸、宮田佳典、藤田尚弘 他 [31][32]
- 過激派オペラ（2016年10月公開、日本出版販売） - 伊集院吹雪 役 監督：江本純子 共演：早織、中村有沙、桜井ユキ、森田涼花、佐久間麻由 他 [33]
- カーネルパニック(2016年公開) 監督：チョウ・ジンスク 共演：ティア・タン、宮脇友輔、平栗里美、他[34]
- ぐちゃぐちゃ（2017年04月公開、トリウッドスタジオプロジェクト）- 本人役 監督：山岸綾 共演：石崎なつみ、田村健太郎、斉藤陽一郎、板橋駿谷、他[35]
- 孤狼の血（2018年6月公開）-マッサージ嬢 役　共演：役所広司　ほか
- 終わった人（2018年6月公開、セントラル・アーツ）＊セリフなし
- アイドルスナイパーNEO（2018年公開）-パンダスナイパー 役　共演：吉水翔子
- HONEY SCOOPER《EPISODE:03》DRAGON QUEEN -龍帝外伝-（2018年9月公開、市原剛監督）準主役 - 紫咲ルナ 役
- 私の奴隷になりなさい 第三章 おまえ次第（2018年10月13日公開、ステアウェイ/KADOKAWA）- 奴隷・詩織 役[36]
- 血まみれスケバンチェーンソー RED 前編 ネロの復讐(2019年2月22日）共演：浅川梨奈
- ごちゃ混ぜこぜ（2019年10月、監督：無冠のTO）
- ＯＬや湯けむりとか崖とか全く関係なく、片平さんも船越さんも出てこないけれど、女優の範田紗々がトリックを暴き、時効寸前の容疑者を追い詰めていく真夏の地下室殺人事件(2019年、短篇映画）
- YaOoo! Japan（2019年、短篇映画）
- TOMATOES（2019年、監督：望月元気）- 主演・範田紗々 役
- 狂い咲きニシムラ（2019年公開）-メグ 役
- アイドルスナイパー THE MOVIE（2020年10月3日、K-Network Family） - 海槌ヨーコ 役[37]
- own down（2020年11月、短篇映画）
- 怪奇書生（2021年公開、監督：望月元気）
- 闘え！　コビトマン（2021年公開）
- 別動捜査班ハンドキャノン（2022年公開）
- トイレのおっさん（2022年8月公開）
- YARIMAN HUNTER（2022年11月、監督：福田光睦）[38]－主演・佐藤マナミ 役　共演：横須賀歌麻呂　ほか
- わたしの魔境（2023年）
- カウンセリング（2023年、監督：越坂康史）-小新井由香里 役 準主役　共演：永井すみれ
- アイドルスナイパーダブル（2023年8月公開）
- ラストシャーク（2024年公開）
- はなまる劇場のいちばん長い日（2024年9月7日公開）
- フリークスの雨傘（2024年9月公開）
- 龍帝外伝《新章》LEGEND OF DRAGON（2024年12月劇場公開、市原剛監督）主演 - 四代目龍帝・紫咲ルナ 役[39]
- 女（2025年、監督：しじみ）
- ケッペキ探偵とマトリの女（2025年、監督：越坂康史）
- ハメドリファッカーSASA（2025年）ｰ主演・範田紗々　役

### 舞台
- 夜明けに光をまとうもの（2008年5月7日 - 11日、遊星歯車機構、於：シアターグリーン BOX in BOX THEATER） - 巻さん 役　脚本：本多英一郎 演出：森角威之 共演:本多英一郎、松田信行、今野元志 他[40]
- アメノキオク…（2009年5月1日 - 4日、シアター711）- 春江 役 作：林邦應 演出：林邦應 共演：新宮乙矢、渡辺慎一郎、ひぐち沙夜 他[41]
- お彼岸HOLYDAY（2009年10月7日 - 12日、シアター711） - 作：名和利志子・林邦應 演出：林邦應　共演：名和利志子、大石里沙、滝沢乃南 他[42]
- 天地爆砕!市立ボコすか学園（2010年12月3日、ラゾーナ川崎プラザソル） - 特別ゲスト 作：高坂雄貴 演出：高坂雄貴[43]
- 株式会社893（2011年9月7日 - 11日、赤坂レッドシアター）- アユミ 役 脚本：坂上忍 演出：坂上忍 共演：木根尚登（TMネットワーク）、岡田眞善、永島知洋、藤村直樹 他[44]
- バン狂わせ - 宇宙規模警察機構特殊車輌空手課（2014年8月14日 - 17日、ラゾーナ川崎プラザソル）演出：高坂雄貴 他[45]
- 映像都市（チネチッタ）（2015年4月1日 - 5日、シアターグリーン BOX in BOX THEATER） - 女優かおり 役 作：鄭義信 演出：森岡利行 共演：道脇広行、阿井りんな、重松隆志、マリカ 他[46]
- 謎解きコメディ『ねこたん』（2016年3月31日 - 4月4日、中野ウエストエンドスタジオ） - 明日香 役 作・演出：寺澤俊彦 作曲：グレート義太夫 共演：藤田マコト、鷲見亮、山本愛莉、秋本裕介、鳥羽まなみ 他[47]
- 海街diary（2017年3月31日 - 4月2日、新国立劇場 / 10月6日 - 8日、紀伊國屋ホール） - 浅野陽子 役、佐伯光代 役(二役) 原作：吉田秋生 脚本・演出：森岡利行 共演：山崎真実、柳ゆり菜、門前亜里、木下愛華 他[48][49]
- プライベート～信じたモノはナニカ（2018年3月30日 - 4月1日、新宿村Live）- 西脇このみ役　脚本：谷碧仁　共演：仲谷明香 他
- サンセットムーン（2018年9月21日 - 10月14日、スタジオ365）脚本：KS LABO
- 悲しき天使（2019年12月、浅草九劇）共演：山崎真実、長谷川穂積他
- 陸軍中野学校（2022年7月、中野あくとれ）-舞姫 役
- 新約東海道四谷怪談（2023年4月、シアター風姿花伝）お岩 役　原作：鶴屋南北、脚色：白倉裕二
- この中に1人、台本を知らない役者がいる（2025年、高円寺Ksスタジオ本館）

### Vシネマ
- 女陰陽師 邪淫覚醒（2005年8月24日、TMC） - 主演・ルル 役
- 女陰陽師MAX 〜運命と闘う乙女たち〜（2006年10月24日）シリーズの総集編
- けっこう仮面 シリーズ（2006年版）（2007年5月25日、アートポート） - 面光一 役
  - けっこう仮面ロワイヤル（2007年5月25日）
  - けっこう仮面プレミアム（2007年6月22日）
  - けっこう仮面フォーエバー（2007年7月27日）
- 女子競泳反乱軍（2007年12月25日、GPミュージアムソフト） - 主演・アキ 役
- めごま 花魁娘と帯遊び（2008年5月23日） - 主演・はる 役
- 偽装姉妹（2008年8月20日） - 主演・恵 役
- おっぱいチャンバラ（2009年2月20日、エースデュースエンタテインメント）
- 賭博英雄伝カゲジ 人生逆転デス・ゲーム（2010年5月5日レンタル開始、彩プロ） - 主演・花木はいり 役
- 童貞さん、いらっしゃ〜い!（2010年9月3日レンタル開始、彩プロ） - 主演・愛子 役
- 完全飼育（2011年1月28日） - 主演・美沙子 役
- エアセックス（2011年4月8日、アメイジングD.C.） - 主演・中島瑛子 役
- 羅生門 鬼畜のまぐわい（2011年10月5日） - 主演・遊女てい 役
- ボディ・ファンドされた女 〜復讐〜（2011年12月28日） - 主演・恭子 役
- ラブホなお仕事（2012年1月27日レンタル開始）
- ハレンチヤンキー学園2（2012年9月5日レンタル開始） - 主演・穂村アンジェリーナ 役
- 魔性の女/ハード・バージョン（2012年9月28日） - 主演・洋子 役
- 絶対綺麗 TONARI NO お姉さん First Love（2012年11月2日）
- 最強OLパチンカー珠美（2013年2月6日レンタル開始、彩プロ） - 主演・珠美 役
- 美少女GAME（2013年5月3日） - 主演・深雪 役
- 喪服を濡らす未亡人（2013年7月19日） - 主演・茉奈 役
- 連勝パチンカーれい子 〜幽霊確変大当たり！〜（2014年1月20日） - 主演・森山れい子 役
- 脱衣麻雀病棟X（2014年6月4日、アルバトロス）
- アンデッド・セメタリー（2014年6月20日） - 主演・野上アキ 役
- 脱衣麻雀プリズン（2014年10月3日、アルバトロス）準主役
- 蒼い体験 〜わがままメイドの恋〜（2014年10月3日）共演：吉川あいみ
- 日本の派遣センターギャル達の私生活（2015年4月8日配信開始）
- 欲求不満人妻 セックス現場の追跡（2015年4月11日配信開始）
- エローンレンジャー（2015年6月26日、ムービープラネット） - マリ(看護師) 役
- 処刑島 〜殺戮ゲーム〜（2015年7月24日レンタル開始）
- 殺し屋・蘭 美しき処刑人（2016年3月2日レンタル開始） - 主演・美蘭 役[50]
- 38days（2016年4月2日）
- 39days（2016年5月3日）
- ホームジャック シリーズ（2016年 - 2021年、アルバトロス）
  - ホームジャック（2016年9月2日） - 主演・菜津子 役
  - ホームジャック リバース（2017年4月5日） - 主演
  - ホームジャック・トライアングル（2018年3月2日） - 主演・葉山れい 役
  - ホームジャック・カルテット（2018年11月2日） - 主演・鴨田理恵子 役
  - ホームジャック・ペンタグラム（2020年1月8日） - 主演・祥子 役
  - ホームジャック・ロックダウン（2021年4月） - 主演・種村恭子 役
- 絶倫!透明変態人間 アブノーマル・エクスタシー（2016年10月5日レンタル開始、竹書房）
- RAPE探偵 不倫の部屋（2016年10月30日レンタル開始） - 主演・楠野みゆき　役
- 殺し屋エリカ（2017年3月3日）※セリフなし
- 新・時空変態人間 タイムストップ・エクスタシー（2017年4月5日レンタル開始）
- メス猫 キャットピープルの誘惑（2017年4月27日、オルスタックピクチャーズ）
- 未来世紀アマゾネス（2017年5月2日、ニューセレクト） - サオリ役 準主役
- 未来戦士アマゾネス（2017年6月2日、ニューセレクト） - サオリ役 準主役
- 新・銭湯童貞 チェリーボーイの沸騰寸前5秒前（2017年10月4日レンタル開始、彩プロ）
- Death Zone 2 〜ガール・ハンティング〜（2017年10月6日） - 主演・アユミ 役
- CATCH（2018年1月） - 主演・英里 役
- 女闇金マキ 〜金とSEXが呼ぶ肉欲煉獄〜（2018年3月2日レンタル開始、彩プロ）
- 女家庭教師・毒親の玩具（2018年6月2日レンタル開始) 準主役
- 本当はエログロいイソップ寓話 シザーチンP（2019年3月） - 主演・因幡宇佐子 役
- バタフライ・エフェクト レイプ∞リベンジ（2019年4月） - 主演・伊庭亜希子 役
- 歌舞伎町黒社会（2019年8月25日、オールイン エンタテインメント）
- キングダム 〜首領になった男〜（2019年8月 - 2020年7月、オールイン エンタテインメント） - 久保寺令(金森健市の女) 役
  - キングダム1 〜首領になった男〜（2019年8月25日）
  - キングダム2 〜首領になった男〜（2019年10月25日）
  - キングダム3 〜首領になった男〜（2019年12月25日）
  - キングダム4 〜首領になった男〜（2020年3月25日）
  - キングダム5 〜首領になった男〜（2020年5月25日）
  - キングダム6 〜首領になった男〜（2020年7月25日）
- 超時空変態人間2 〜セクシータイムアゲイン〜（2019年9月）
- 歌舞伎町黒社会2（2019年9月、オールイン エンタテインメント）
- ヒロインピンチ オムニバス27 JKB女子校生捜査官 アンダーカバーEP：2（2020年3月27日、ZENピクチャーズ） - 主演・甲斐田美佳 役
- ミッドナイトシンデレラ２（2021年）共演：石原希望
- 夫婦交換～クロッシング（2022年2月リリース）水田まいか 役　準主役　共演：山岸逢花
- ストレンジデイズ２　裸の7日間（2022年4月）さおり 役 準主役　共演：米原深絵
- 真・夜王伝説　極上ＳＥＸの罠に堕ちる美女たち（2022年）かおり 役　共演:山岸逢花
- セカンドパートナー～夫婦の選択（2022年7月）智美 役　共演:宮沢ちはる
- 時空変態童貞　時が止まって君にエクスタシー（2023年）
- 真・透明変態人間　美女を襲う透明香水の甘い罠（2023年）
- 時空変態童貞２このループ、何回ヤッても止められない！（2023年）
- オンナたちの告白～遥香
- リモート不倫～マスク越しの恋　かおり　役　共演：大浦真奈美
- 闇の女手配師レイカ　妖艶美女スカウトが誘う甘美な闇（2023年11月配信）共演：七瀬アリス

### バラエティDVD・ドラマDVD
- ピエール靖子 企画でわかる脳タイプ 銅脳編 （2007年8月24日、ハピネット）
- 山本晋也のランク１０国（１）歌舞伎町編（2011年）共演：山本晋也・乱一世ほか
- 美女秘湯めぐり ：女夫淵温泉編 （2011年2月25日）共演；櫻井ゆうこ、桐原あずさ
- ドラマ版ふたりエッチ DVD-BOX （2011年9月16日、バップ）
- 内村さまぁ〜ず vol.32 （2011年10月05日、アニプレックス）
- かすみレディオ vol.13 （2012年7月18日、ポニーキャニオン）共演：かすみ果穂、西野翔、周防ゆきこ
- 24時間かすみレディオDVD-BOX 上巻(2013年1月16日、ポニーキャニオン) ※24時間かすみレディオ開幕戦、かすみのまんま前篇、深夜の淀川OG会収録
- カーマスートラに学ぶ愛とセックス48 PART1 （2013年6月28日、オルスタックピクチャーズ） 共演：櫻井ゆうこ、立花さや、神代清美
- カーマスートラに学ぶ愛とセックス48 PART2 （2013年6月28日、オルスタックピクチャーズ） 共演：櫻井ゆうこ、立花さや、神代清美
- セックスの悩み、体位で解決! 〜カーマスートラから日本の48手まで〜 （2013年8月27日、オルスタックピクチャーズ） 共演：櫻井ゆうこ、立花さや、神代清美
- 範田紗々のフィンガーセックス for WOMEN （2014年1月31日、マクザム）
- 範田紗々のフィンガーセックス for MEN （2014年1月31日、マクザム）
- 24時間かすみレディオ2013 DVD-BOX (2014、つくばテレビ)　共演：桜木凛・小川あさ美・安城アンナ　ほか
- THE キャットファイトサミット2014 女闘美伝説-下巻（2014年10月12日、Cat Panic Entertainment）
- かすみレディオVol.21(2015年、つくばテレビ)
- 女祭り！キャット番狂わせ2014-魅せたい6つのキャットファイト-下巻（2015年5月3日、Cat Panic Entertainment）
- ビッグネームvs新人ファイター ザ・VIP範田紗々vsインドア系眼鏡っ娘新人 北見えり （2015年9月18日発売、バトル）
- ぶっかけ放題！ 選手全員水着ッ！どきどきキャットファイト水着ぶっかけ祭り2015-上巻/下巻（2015年9月20日、Cat Panic Entertainment）
- 日本最大級ダントツキャットファイトイベント! THE キャットファイトサミット2015〜女闘美伝説〜（2015年9月20日、Cat Panic Entertainment）
- 範田紗々 ザ・VIP伝説 エクストリームへの道（2016年1月29日、バトル） 共演 紗藤まゆ
- かすみレディオVol.27〜ラストレディオ〜（2016年6月30日、つくばテレビ）- 共演：天使もえ、桃乃木かな、桜木凛・初音みのり・瑠川リナ・小島みなみ・白石茉莉奈・阿部乃みく・湊莉久・麻美ゆま
- 範田紗々 ザ・VIP伝説 第2章～反バトル連盟ハンター紗々様（2016年9月　バトル）　共演 黒木いくみ

### CM
- Q&A（九州DVDショップ）イメージガール

### PV
- THE SENTO（銭湯もりあげた〜い）[51]
- 天空乱舞「紅葉の舞」

### ネット配信
- 山本晋也のランク10国　「範田紗々のパンチラガールズバー」編、「範田紗々の出会い喫茶」編、「範田紗々の高級デリヘル」編
- エロ生☆パラダイス （2008年9月9日・2009年3月10日、GyaOジョッキー）
- 内村さまぁ〜ず　第98回・3つのお題を巧みに操る男達！!（2010年11月15日 - 2010年11月30日配信）
- かすみレディオ13（2011年11月12日、ニコニコ生放送） - 共演：かすみ果穂、西野翔、周防ゆきこ
- スパローズのギリギリセーフ!?（2011年11月、ニコジョッキー）
- SOD大賞2011 in ニコファーレ（2011年12月9日、ニコニコ生放送） - 司会：蝶野正洋、山中秀樹、範田紗々
- SOD生テレビ（2012年1月5日 - 2012年3月23日、ニコニコ生放送）- MC：範田紗々、てかてか西麻布ヒルズ
- UstToday（2012年3月26日・2012年5月7日、Ustream）
- どっきどき!豊丸ガールズスポット選手権!!（ジャンバリ.TV）- 共演：イジリー岡田
- 欲望の桃色アングル（BeeTV）
- 悩殺！清水清太郎の真夜中の悩殺トーク（2012年11月26日 - 、ニコニコ生放送） - レギュラー
- A's MUSIC player（2012年12月15日、WALLOP） - パーソナリティ：DJアヤナ
- 映画『野蛮なやつら/SAVAGES』公開記念 放送コードギリギリ!? ポロリはあるのか？ 生トークバトル！（2013年3月4日、ニコニコ生放送） - 共演：松江哲明、平山夢明、吉田豪 MC：ギンティ小林
- 乱一世のメンズバリューTV（2013年3月30日 - 2014年5月31日、ニコニコ生放送） - 番組アシスタント
- 週刊MMてれび（2013年6月21日 - 2013年10月26日、ニコニコ生放送） - MC：範田紗々、亀山守
- 『三国志大戦3』皆の者!力をみせよ! 窪祐&範田紗々（2013年7月11日 - 、ニコニコ生放送） - 共演：窪祐、林竜太朗
- 24時間かすみレディオ2013かすみ果穂のオールナイトニッポン公開収録(2013年9月29日、ニコニコ生放送) - 共演：桜木凛・小川あさ美・安城アンナ
- ガチンコナイト!!（2013年10月5日 - 2023年6月25日、2023年10月16日.2024年3月2日、2024年9月29日,2025年1月29日　Cwave studio on USTREAM） - MC：シンぺー（2021年6月まで）、範田紗々　番組アシスタント：[52][53]、うすくら屋、ロングホーン尾崎、山村茜 旧アシスタント：かんがるー、スタミナパン、ももか（POP'N KISS）、桜井奈津　ゲストMC:斤神ヤジリン、セクシー川田（元・無免許ライダー）、原田豪紀（外苑警備隊）、タチバナビッチ、ルンルンキンジョウ、ポMカズダイ、アイス芸人たかたか、フランシスカまきし、クッボモーニング、ラクダオリジナル、もっすん（銀杏桜）、てんこ盛り男（おしどり大名）、神崎ぱるた、はるのぶ（おしどり大名）、コモダドラゴン、ウエモン、秋葉たきび、喜瀬木森、轟光、スーパー弾力素材にーくん、イイダ
- ベルバラ（2014年7月5日 - 2015年6月22日、笑やチャンネル on Ustream） - 共演：POP'N KISS、りなんなん（2015年2月より『げつとくしょ～』に番組名を変更）[54]
- けい&りなんなんpresents範田紗々のお口にちょうだい（2014年7月13日 - 、笑やチャンネル on Ustream） - 共演：りなんなん、赤早加けい[54]
- 変態だもの（2015年10月3日 - 2015年10月23日、変態だもの on YouTube） - 共演： にしくん、すみれ（山梨ゆず）[55]
- 今夜もササごはん（2018年10月16日ｰ）ゲスト　山村茜（2度）、板垣あずさ（2度）、Hitomi（2度）、しじみ(持田茜)、福山理子(2度）、佐倉絆（2度）、早川瀬里奈、羽柴まゆみ（2度）、伊織涼子（2度）、川崎紀里恵、フェッティーズR(2度）、若林美保、川越ゆい（2度）、卯水咲流、まりか（3度）、琴乃、フェッティーズNEKO、川上ゆう（2度）、かさいあみ、キシコ（ヘアメイクアーティスト）、通野未帆、並木塔子(2度）、みおり舞、北条麻妃、飛室イヴ、藤里一郎、吉原麻貴、永井すみれ、アラレ王、原美織、小向美奈子、神納花、志摩ことり(2度）、松本亜璃沙、中山美里、愛葉るび、倖田李梨、山崎真実、西村禮、もちづき千代子、吉川蓮民、横須賀歌麻呂、佐々木咲和、おつる、三代目葵マリー、天宮みすず（生中野女子）、長谷川千紗、ちゃんよた、推川ゆうり、蒼乃ありす、坂井里会、友田真希、タチバナビッチ、斤神ヤジリン、星乃莉子
- ふじポンTV大人の悩み相談(2023年5月～）共演：藤井洋平

### 配信ドラマ
- 日本の派遣センターギャル達の私生活（2015年4月8日配信開始）
- 欲求不満人妻 セックス現場の追跡（2015年4月11日配信開始）
- ミッドナイト・シンデレラ2　真夜中の小アクマ美女に気をつけろ！（2022年2月9日、シネマファスト）[56]
- 闇の女手配師レイカ　妖艶美女スカウトが誘う甘美な闇（2023年11月）

### ゲーム
- みんなのキャバクラDX（GREE）
- 竹内力の全国総番長への道（GREE・Mobage）
- 範田紗々のナンバーゲーム(2012年6月22日) - Androidアプリ

### パチンコ
- CRドキドキガールズスポット（2012年6月4日ホールデビュー、豊丸産業）
- CRジューシーハニーZZ（2014年12月14日ホールデビュー、サンセイアールアンドディ）[57]
- PジューシーハニーH（ハーレム）（2023年5月、サンセイアールアンドディ）

### 朗読
- フランス書院 新刊朗読（2008年1月 - ）[58]
- ボイス本『女教師のいけない関係』（2012年02月26日発行、オリオンブックス、著者：早瀬らいむ）

### ナレーション
- DVD版 千人斬りの銀座ママに学ぶ!モテる男のセックス流儀 （2014年6月12日、ブックマン社）

### ライブコンサート
- BASCODA☆NIGHT vol.2（2012年9月10日、荻窪club Doctor） - Bascoda+sasaのボーカルとして出演、協演：Bascoda 他
- 浴衣ライブ 2013 〜夏の好奇心〜（2013年7月20日、ライブハウスoutput） - 範田紗々 with DJ SASAとして出演 協演：DJ SASA、RYUKYU IDOL、Pretty pink rose(瀬良垣さやか)[11]
- デビューアルバム『WE LOVE GOYA』レコ発ライブ＠SOD学園「まだまだアツいから、学校でライブしちゃいます！」（2013年8月21日、SOD学園） - 範田紗々 with DJ SASAとして出演[12]
- ポプキス主催LIVE/紅白うた祭V3（2013年12月10日、赤坂元気劇場） - 範田紗々 with DJ SASAとして出演 協演：POP'N KISS、ほか[59]
- ABISASA X'mas Live（2013年12月14日、バール・エ・トラットリア・ピュウ） - 範田紗々 with DJ SASAとして出演 協演：あびこめぐみ[60]
- ハッピーアワーシアター （2014年3月18日、BASEMENT MONSTAR 王子） - 範田紗々 with DJ SASAとして出演
- ダブルSASA and あびこめぐみ X'mas LIVE （2014年12月21日、沖縄ダイニング Rakuchin） - 協演：DJ SASA、あびこめぐみ[61]
- OKINAWAまつり2015 （2015年5月9日、代々木公園野外ステージ） - 協演：DJ SASA[62]
- 2nd CD『DOUBLE S』リリースLIVE（2015年6月6日、バール・エ・トラットリア・ピュウ） - 範田紗々 with DJ SASAとして出演 [63]
- Butterfly.ねっと主催『ばたふぇす☆Vol.30』（2015年8月1日、池袋RUIDO K3） - 範田紗々 with DJ SASAとして出演 [64]
- 範田紗々 with DJ SASA×スクリーントーンズ・NANO IN 孤独じゃないグルメLIVE（2015年9月21日、下北沢 ろくでもない夜）- 範田紗々 with DJ SASAとして出演 協演: 久住昌之、The Screen Tones[65]
- 範田紗々with DJ SASA X‘mas LIVE（2015年12月20日、バール・エ・トラットリア・ピュウ）- 範田紗々 with DJ SASAとして出演 協演: DJ SASA、結城リナ、福山理子[66]
- 琉球パクチーナイト（2016年2月7日、沖縄料理 遊食家ゆがふ）- 範田紗々 with DJ SASAとして出演 協演: てびちバンド、DJ SASA、あびこめぐみ、ロコゆい[67]
- おーでぃえんすV（2016年6月27日、YOKOHAMA ７th AVENUE）- 範田紗々 with DJ SASAとして出演[68]

### イベント
- 新宿クレイジーナイト（2008年05月18日、新宿歌舞伎町クラブハイツ） - アシスタントMC、主催：電撃ネットワーク
- マキタ学級大文化祭2008（2008年10月25日、新宿ロフトプラスワン） - 主催：マキタ学級 共演：マキタスポーツ、杉作J太郎、大槻ケンヂ 他
- 男と女とカレーライス（2011年12月8日、ネイキッドロフト） - 共演：松江哲明監督、いまおかしんじ監督
- 「女はつらいよ」女子会〜トーク&ライブ〜vol.3（2012年9月5日、表参道GROUND） - 主催：黒崎ジュンコ 共演：黒崎ジュンコ、eldaja[69]
- 第5回東京電撃映画祭（2014年05月10日、阿佐ヶ谷ロフトA） - トークゲスト 共演：友松直之、奥渉、森羅万象、石川二郎、神之凌一、北大路翼 他[70]
- ダニー・トレホ主演『弾丸刑事 怒りの奪還』公開記念トークイベント（2014年11月01日、ヒューマントラストシネマ渋谷） - トークゲスト 共演：小沢仁志、藤木TDC[71]
- 佐野直万博（2015年7月17日、両国国技館） - 共演：佐野直、大仁田厚、曙、他[72][73]
- どんな感じなの？〜フリートークで3人仲良くパジャマでおしゃべり!?（2015年11月2日、下北沢ろくでもない夜） - 共演：姫乃たま、広瀬奈々美[74]
- ～バンド生演奏で奏でる朗読劇＆LIVE～『リム・カナン』（2017年1月8日-1月9日、原宿ストロボカフェ） 作・演出： 輪島貴史 共演：英明、IKKAN、他[75]
- 写真展「おんな」vol.2（2019年4月、藤里一郎撮影）

### CM
- AV産業の適正化を考える会「【10万人の署名を目指しています】AV新法を改正し、AV業界を崩壊の危機から救いたい！」（2024年2月）3バージョンすべてに出演

## 作品

### 書籍
- フィンガーセックス(ベスト新書)（2009年12月11日、ベストセラーズ、著者：範田紗々）ISBN 978-4584122587
- 裸心〜なぜ彼女たちはAV女優という生き方を選んだのか？〜（2011年5月23日、集英社、著者：黒羽幸宏）ISBN 978-4087806106
- きっとGET DREAM〜範田紗々グラビア〜AV女優への軌跡〜 (2010年12月21日、フォーサイド・ドット・コム、著者：犬井ぴかち) - 電子書籍

### 雑誌連載
- シネマぱんだ（2007年4月 - 2009年10月、NAO DVD） - 映画コラム連載
- ハメ城クッキリ!（2008年4月 - 、月刊ソフトオンデマンド）- 城コラム連載
- 激ウラ!!芸能ナックルズ 範田紗々のお悩み相談（ミリオン出版）- 連載、携帯サイト
- 月刊ソフト・オン・デマンド - お悩み相談コーナーを連載
- 範田紗々の妄想をかきたてるコラム妄想授業（2013年12月 - 、JESSIE）- Webマガジン連載[76]

### 写真展
- 藤里一郎写真展「おんな」（2019年4月15日～30日、2021年1月。目黒ロッコール）

### 写真集
- スコールの後で…（2005年8月、彩文館出版、撮影：毛利充裕）ISBN 978-4775600856
- オーダーめいど（2006年3月17日、大誠社、撮影：小町剛廣）ISBN 978-4902577099
- 紗々‐sasa‐（2013年10月25日、彩文館出版、撮影：上野勇）ISBN 978-4775605455

### デジタル写真集
- ミラクル・ワールドVer．1（フォーサイド・ドット・コム、制作：フォーサイド・ドット・コム）
- ミラクル・ワールドVer．2（フォーサイド・ドット・コム、制作：フォーサイド・ドット・コム）
- JUICY HONEY 範田紗々（デジタル・コンテンツ社、撮影：岡克己）
- JUICY HONEY 範田紗々2（デジタル・コンテンツ社、撮影：岡克己）
- 範田紗々デジタル写真集 vol.1（グラフィス、撮影：稲村幸夫）
- 範田紗々デジタル写真集 vol.2（グラフィス、撮影：稲村幸夫）
- 範田紗々デジタル写真集 vol.3（グラフィス、撮影：稲村幸夫）
- アイドルがイッパイ （アイパイ）
- ギリ見せ☆範田紗々〔激しすぎる●●強調ポーズ連発編〕 （キントーンジャパン）
- きもの美人 範田紗々 其の壱 （ライン・プロダクツ）
- きもの美人 範田紗々 其の弐 （ライン・プロダクツ）
- セクシーアイドル“範田紗々編”ひみつファイル （双葉社）
- Premium 範田紗々 （フラウス）
- 範田紗々Naturaldistance （グラフィス）
- digi＋KISHIN/デジキシン『範田紗々 vol.1』（2006年11月、シノヤマネット、撮影：篠山紀信）
- 人妻倶楽部 範田紗々 巨乳団地妻・真昼の妄想（2011年08月04日、デジタルピーチ、制作：デジタルピーチ）
- 女教師倶楽部 範田紗々 巨乳の教育実習生（2012年3月05日、デジタルピーチ、制作：デジタルピーチ）
- 範田紗々の昭和なデート。 中野のすたるじぃ通り（2012年6月12日、PAD、制作：PAD） - 2012年12月1日よりAmazonの電子書籍サービスKindleストアでの配信も開始された。
- 範田紗々の昭和なデート。ほんの〜り懐かし中野（2012年6月12日、PAD、制作：PAD）
- 3D NUDE FACTORY 範田紗々（清水清太郎事務所、撮影：清水清太郎）
- 範田紗々 SHINOYAMA.NET Book（2014年7月11日、小学館、撮影：篠山紀信） - デジキシン『範田紗々 vol.1』を再編集し Kindleストア などの複数の電子書籍サービスで配信したもの。
- 範田紗々「紗々-sasa-」Ver.A（2015年6月4日、エスデジタル、撮影：上野勇） - 写真集『紗々-sasa-』の一部を電子書籍化したもの[77]。
- 範田紗々　ヌード×沖縄（2021年、小学館、撮影：柚木暗）
- お隣の訳あり人妻（2023年8月）
- SASASA(佐々木咲和と共演、2023年9月）
- 浪漫（2024年9月）

### キャラクターグッズ
- pansy(パンジー) （2012年6月3日、REALxHEADS） - 自身のキャラクターであるパンダのソフビフィギュア。

### イメージビデオ
春山ちえり 名義
- HOT TRIP（2004年3月26日発売、エッジ） 1st DVD
- Dangerous（2004年4月25日発売、コムアライアンス） 2nd DVD
- HOT TRIP オムニバス版 Vol.2（2005年6月24日発売、エッジ） 松本未来、柏倉陽子、春山ちえり その他

範田紗々 名義
- The 1st.（2005年7月22日発売、ライブドア）
- あま〜いめろん（2005年10月21日発売、メディアサプライ乙姫）
- 妄想メロメロ〜ン（2006年1月22日発売、GOT）
- 範田紗々 いらっしゃいませ〜（2006年6月9日発売、バウハウス）
- ジューシーハニー　範田紗々 （2007年8月29日発売、オルスタックピクチャーズ）
- あなたがだぁ〜いすき。範田紗々（2011年3月24日発売、EIC-AV、監督：郡司大地）
- 求愛少女〜#20 範田紗々〜 （2012年7月20日配信開始、AXL Entertainment Inc.）
- 求愛少女〜#26 範田紗々vol.2〜 （2012年9月7日配信開始、AXL Entertainment Inc.）
- 求愛少女〜#28 範田紗々vol.3〜 （2012年9月21日配信開始、AXL Entertainment Inc.）
- 求愛少女〜#36 範田紗々vol.4〜 （2013年1月11日配信開始、AXL Entertainment Inc.）
- 求愛少女〜#43 範田紗々vol.5〜 （2013年7月26日配信開始、AXL Entertainment Inc.）
- 求愛少女〜#63 範田紗々vol.6〜 （2014年9月9日配信開始、AXL Entertainment Inc.）
- Real X/範田紗々 （2013年11月29日発売、彩文館出版）
- 範田紗々と北見えりの風船ファンタジー（2015年9月11日発売、フェティッシュワールド）
- マルチタレント範田紗々　ラバーソウル（2015年9月11日発売、フェティッシュ生誕祭）
- à nu（2016年10月発売、デジプラン）
- 緊縛幻想～ファーストタイム（2016年11月発売、ヴァンアソシエイツ）
- 無毛地帯（2024年4月発売、High Grade）※ BD同時発売
- 永遠彼女（2024年10月発売、High Grade）※ BD同時発売
- 妄想学級（2025年1月31日発売、High Grade）※ BD同時発売
- Japan Looner Girls Collection Vol.9（2025年3月28日発売、JLGC）※ BD　他出演：北川瑠夏、成宮紫音、ムチ天使えまにゃん
- 社内遊戯～社長、2番にお電話です～（2025年4月30日発売、High Grade）※ BD同時発売
- Japan Looner Girls Collection Vol.12（2025年5月28日発売、JLGC）※ BD　他出演：堂本美麗、姫乃胡桃、松山まなか
- Japan Looner Girls Collection Vol.17（2025年7月28日発売予定、JLGC）※ BD　他出演：上野りさ、ムチ天使えまにゃん、楠木たぅ

### アダルトビデオ
特に記述の無いものはSODクリエイトより発売。
2006年
- 芸能人 範田紗々デビュー（2006年7月6日） AVデビュー作　監督：五島駿輔
- 芸能人 範田紗々×デジタルモザイク（2006年8月4日）　監督：森川圭
- 芸能人 範田紗々×コスプレデジモ5連発（2006年9月7日）　監督：愛川賢剛
- 芸能人 範田紗々×初イキねっとり絶頂FUCK（2006年10月5日）　監督：溜池ゴロー
- 芸能人 範田紗々120% H ウキウキ!同棲日記!（2006年11月4日）　監督：Keita★No.1
- 芸能人 範田紗々の超高級ソープ嬢!（2006年12月7日）　監督：鎗ヶ崎一

2007年
- 芸能人 範田紗々×180分プロデュース。（2007年1月5日）　監督：コハク碧
- 芸能人 範田紗々のオナニーのお手伝いしてあげる（2007年2月8日）　監督：Keita★No.1
- 芸能人 範田紗々 24時間「超」ヤリまくり!イキまくり!10SEX（2007年3月8日）　監督：Keita★No.1
- 芸能人 範田紗々 禁断の関係 妹（2007年4月19日）　監督：伊勢鱗太朗
- 芸能人 範田紗々 激痴漢地獄（2007年5月17日発売）　監督：菊淋
- 芸能人 範田紗々 フーゾク魂（2007年6月21日発売）　監督：FLAGMAN
- 芸能人 範田紗々 芸能人が初露出！×青姦（2007年7月19日）　監督：*Seki*la*la
- 芸能人 範田紗々 失禁するほど…。（2007年8月16日）　監督:jo style
- 芸能人 範田紗々 芸能人初中出し!!実体験セックス（2007年9月20日）　監督：五島駿輔
- 芸能人 範田紗々 芸能人初！カラダ入れ替りで淫交（2007年10月18日）　監督：石川欣
- 芸能人 範田紗々 48時間ハメまくり新婚旅行〜貴方のザーメン飲み干してアゲル♪〜（2007年11月22日）　監督：五島駿介
- 芸能人 範田紗々 セックス人形ザーメン調教　人形の館（2007年12月20日）　監督：五島駿輔

2008年
- 芸能人 範田紗々 凌辱願望〜紗々のオマ○コぐちょぐちょ〜（2008年1月17日）　監督：愛川賢剛
- 芸能人 範田紗々 どすけべセックス4時間8コスプレプロデュース（2008年2月21日）監督：Keita★No.1※別名義
- 芸能人 範田紗々 激イキ！激吹き！絶頂アクメ（2008年3月20日）監督：Keita★No.1
- 芸能人 範田紗々 ビンカンBODY超Hいけない！紗々先生（2008年4月17日）　監督：Ryota
- 芸能人 範田紗々 奥様は女子校生（2008年5月22日） 監督：Ryota
- 芸能人 範田紗々 中出し天国（2008年6月19日）　監督：銀狼
- 芸能人 範田紗々 輪姦アクメ拘束（2008年7月17日）　監督：面影童流
- 芸能人 範田紗々 童貞☆初挿入（2008年8月21日）　監督：菊淋
- 芸能人 範田紗々 NON STOP SEX（2008年9月18日）監督：ワンダフル別府
- 芸能人 範田紗々 痙攣激ハメ潮噴射 m VISION（2008年10月23日）監督：松本和彦
- 芸能人 範田紗々 カミングアウト（2008年11月20日）　監督：五島駿輔
- 芸能人 最初で最後の大乱交4時間SP（2008年12月4日）共演：琴乃、板垣あずさ、矢沢のん、Hitomi　監督：*Seki*la*la
- 芸能人 範田紗々 初めての逆ナンパ（2008年12月18日）監督：藤井博之

2009年
- 芸能人 範田紗々 号泣中出し強姦（2009年1月22日）監督：菊淋
- 芸能人 範田紗々 「痴女地獄」一転…アダルトビデオ舞台ウラ 激録Special（2009年2月19日）　監督：菅原尚史
- 芸能人 範田紗々 おちんちんから潮を大量に噴かせるスゴ技（2009年3月19日）　監督：菊淋
- 芸能人 範田紗々 タオル一枚男湯入ってみませんか？スペシャル（2009年4月18日）監督:CHAIN宗
- 芸能人 範田紗々 手コキ×性交クリニック（2009年5月21日）　監督：GORI
- 芸能人 範田紗々 中出しキモダン輪姦陵辱（2009年6月18日） 監督：ケーシー武田
- 芸能人 範田紗々 理想の変態彼女（2009年7月23日）　監督：*Seki*la*la
- 芸能人 範田紗々 東京露出セックス（2009年8月20日）　監督：菊淋
- 芸能人 範田紗々 「美人妻」変態不倫旅行（2009年9月19日）　監督：Ryotaro
- 芸能人 範田紗々 中出し超高級ソープ嬢（2009年10月22日）　監督：鎗ヶ崎一
- 芸能人 範田紗々 Iカップ 美人すぎる姉が心配（2009年11月19日）　監督：高岡正篤
- 混浴大乱交4時間Special 芸能人ファン感謝祭特大号!!（2009年12月5日）共演：板垣あずさ、原紗央莉、あいださくら 監督:CHAIN宗
- 芸能人 範田紗々 触手アクメ 強制中出し陵辱（2009年12月19日）監督:石川欣

2010年
- 芸能人 範田紗々 誘惑妄想授業（2010年1月21日）　監督：梁井一
- 芸能人 範田紗々 究極の快感スローSEX 第2章 〜絶頂ふたりタッチ編〜（2010年2月18日）　監督：五島駿輔
- 芸能人 範田紗々 前戯なんていらない!!全編SEX!!（2010年3月18日）　監督：プレイ坊主
- 芸能人　範田紗々を好きにして下さい。（2010年4月22日）監督:菊淋
- 芸能人　範田紗々　最後の中出し痴漢地獄（2010年5月27日）　監督：菊淋
- 『似すぎてゴメンナサイ』職場で本人と間違われる！芸能人“範田紗々似美人”をヤる（2010年6月24日）メーカー：DANDY　監督：ダンディよしの
- 芸能人 範田紗々 AV引退（2010年7月22日）　監督：五島駿輔
- SOD的就職情報誌 仕事柄チ〇ポを見なくてはいけない職業で、働く女〜手コキ&センズリのお仕事〜（2010年11月4日）共演：かすみ果穂、小坂めぐる、黒沢愛、桜井彩美

総集編
- 芸能人 範田紗々 本当にキモチ良かった10のSEX+1 4時間DX（2009年1月8日）
- SOD Star DEBUT collection（2010年4月6日）ほか出演…あいださくら、板垣あずさ、原紗央莉、Hitomi、矢沢のん、天川るる、琴乃、長澤つぐみ、かすみ果穂、夏目ナナ、櫻井ゆうこ

## ディスコグラフィ

### シングル
| 枚  | 発売日        | タイトル           | 規格品番  | レコード                   |
| --- | ------------- | ------------------ | --------- | -------------------------- |
| 1st | 2008年4月23日 | ミラクル・ワールド | XQFM-1012 | フォーサイド・ドット・コム |

### アルバム
| 枚  | 発売日        | タイトル     | 規格品番 | 備考                      |
| --- | ------------- | ------------ | -------- | ------------------------- |
| 1st | 2013年7月17日 | WE LOVE GOYA | MTRCS-1  | 範田紗々 with DJ SASA名義 |
| 2nd | 2015年5月9日  | DOUBLE S     |          | 範田紗々 with DJ SASA名義 |

### 歌唱楽曲
| 発売日  | 商品名              | 歌                             | 楽曲                             | タイアップ                                   |
| 2012年  | 2012年              | 2012年                         | 2012年                           | 2012年                                       |
| ------- | ------------------- | ------------------------------ | -------------------------------- | -------------------------------------------- |
| 6月6日  | DOKIDOKI GIRLS SPOT | 希志あいの、範田紗々、原紗央莉 | 「Sin」                          | パチンコ『CRドキドキガールズスポット』関連曲 |
| 2013年  |                     |                                |                                  |                                              |
| 4月10日 | アニソンちゅ        | DJ SASA with THE ISLANDERS     | お囃子(バックコーラス)として参加 |                                              |

### DL配信
- DARKSIDE LOVERS（デュエット/市原剛、作詞/平賀宏之、作曲・編曲/有馬克巳、映画『龍帝外伝《新章》LEGEND OF DRAGON』主題歌）